# Vampire Hunter D: Bloodlust
Vampire hunter D Bloodlust (吸血鬼ハンターD ブラッドラスト, Banpaia Hantā Dī: Buraddorasuto) is een Japanse animefilm van producent Yoshiaki Kawajiri. De fantasyfilm werd voor het eerst vertoond op het Fantasia Fest in juli 2000 en kreeg een officiële release in Japan op 21 april 2001.

## Verhaal
Het is ver in de toekomst, vampiers regeerden maar hun aantallen slinken en ze vluchten voor de premiejagers, zoals hoofdrolspeler Dunpeal (afgekort tot D). Als de dochter van een rijke man wordt ontvoerd gaat hij de strijd aan met de gebroeders Marcus om als eerste de kidnapper, Meier Link, uit te schakelen. Al gauw begint hij te twijfelen aan de reden van de ontvoering.

## Rolverdeling
| Acteur             | Personage          | Engelstalige stemmen   |
| ------------------ | ------------------ | ---------------------- |
| Hideyuki Tanaka    | D                  | Andy Philpot           |
| Koichi Yamadera    | Meier Link         | John Rafter Lee        |
| Megumi Hayashibara | Leila              | Pamela Segall          |
| Akiko Yajima       | Leila              | Pamela Segall          |
| Emi Shinohara      | Charlotte Elbourne | Wendee Lee             |
| Ichiro Nagai       | D's Left Hand      | Mike McShane           |
| Bibari Maeda       | Carmilla           | Julia Fletcher         |
| Yusaku Yara        | Borgoff Marcus     | Matt McKenzie          |
| Ryuzaburo Otomo    | Nolt Marcus        | John DiMaggio          |
| Houchu Ohtsuka     | Kyle Marcus        | Alex Fernandez         |
| Toshihiko Seki     | Grove Marcus       | Jack Fletcher          |
| Takeshi Aono       | Polk               | John Hostetter         |
| Rikiya Koyama      | Sheriff            | John DiMaggio          |
| Keiji Fujiwara     | Benge              | Dwight Schultz         |
| Yoko Somi          | Caroline           | Mary Elizabeth McGlynn |
| Rintarou Nishi     | Machira            | John DiMaggio          |
| Motomu Kiyokawa    | John Elbourne      |                        |
| Koji Tsujitani     | Alan Elbourne      | John DeMita            |
| Unsho Ishizuka     | priester           |                        |
| Mika Kanai         | Leila's kleinkind  | Debi Derryberry        |
| Chikao Otsuka      | oude man           | Dwight Schultz         |
| Chiharu Suzuka     | D's moeder         | Julia Fletcher         |